# 604 Tekmessa
604 Tekmessa је астероид главног астероидног појаса са пречником од приближно 65,16 .
Афел астероида је на удаљености од 3,781 астрономских јединица (АЈ) од Сунца, а перихел на 2,510 АЈ.
Ексцентрицитет орбите износи 0,201, инклинација (нагиб) орбите у односу на раван еклиптике 4,424 степени, а орбитални период износи 2038,130 дана (5,580 година).
Апсолутна магнитуда астероида је 9,20 а геометријски албедо 0,087.
Астероид је откривен 16. фебруара 1906. године.